# Сомерсет, Генри, 6-й герцог Бофорт
Генри Чарльз Сомерсет (англ. Henry Charles Somerset; 22 декабря 1766 — 23 ноября 1835, Бадминтон-хаус, Глостершир, Великобритания) — английский аристократ и политик-тори, 6-й герцог Бофорт, 8-й маркиз Вустер, 12-й граф Вустер, 14-й барон Герберт и 6-й барон Ботетур с 1803 года (до этого носил титул учтивости маркиз Вустер), кавалер ордена Подвязки.

## Биография
Генри Сомерсет родился 22 декабря 1766 года. Он стал старшим сыном Генри Сомерсета, 5-го герцога Бофорта, и Элизабет Боскауэн, с рождения до принятия герцогского титула в 1803 году носил титул учтивости маркиз Вустер. Сомерсет окончил Вестминстерскую школу в Лондоне и Тринити-колледж в Оксфорде, получив степень магистра искусства (1786). Он заседал в Палате общин Великобритании от Монмута (1788—1790), Бристоля (1790—1796) и Глостершира (1796—1801, 1801—1803). В октябре 1803 года, после смерти отца, Сомерсет унаследовал родовые титулы и владения, став 6-м герцогом Бофортом и членом Палаты лордов. Он занимал должности лорда-лейтенанта Монмутшира (1771—1799), Брекнокшира (1787—1803) и Глостершира (1810—1835). Герцог нёс корону королевы на коронации Вильгельма IV и Аделаиды Саксен-Мейнингенской 8 сентября 1831 года. В 1812 году он стал констеблем замка Сен-Бриавель и хранителем Динского леса, в 1834 — верховным стюардом Бристоля, в 1805 — кавалером Ордена Подвязки.
Герцог Бофорт умер в Бадминтон-хаусе, Глостершир, 23 ноября 1835 года и был похоронен в местной церкви Святого Михаила и всех Ангелов 2 декабря.

## Семья
16 мая 1791 года маркиз Вустер женился в Ламбетской церкви Лондона на леди Шарлотте Софии Левесон-Гоуэр, дочери Гренвиля Левесон-Гоуэра, 1-го маркиза Стаффорда, и леди Сюзанны Стюарт. В этом браке родились четверо сыновей и восемь дочерей:
- Генри (5 февраля 1792 — 17 ноября 1853), 7-й герцог Бофорт[8];
- Гренвиль Чарльз Генри (22 декабря 1792 — 23 февраля 1848)[9];
- Уильям Джордж Генри (1 декабря 1793 — 13 января 1794);
- Шарлотта София (25 апреля 1795 — 12 ноября 1865), жена Фредерика Гофа, 4-го барона Калторпа[10];
- Элизабет Сьюзен (23 июня 1798 — 16 апреля 1876), жена капитана лорда Эдварда О’Брайена и генерал-майора Джеймса Орда[11];
- Джорджиана Августа (8 октября 1800 — 30 марта 1865), жена Гренвиля Дадли Райдера[11];
- Эдвард Генри (17 июня 1802 — 19 февраля 1803)[11];
- Сьюзен Каролина (10 мая 1804 — 4 февраля 1886), жена Джорджа Чамли, 2-го маркиза Чамли[11];
- Луиза Элизабет (10 мая 1806 — 26 августа 1892), жена Джорджа Финча[11];
- Изабелла (19 августа 1808 — 4 февраля 1831), жена полковника Томаса Генри Кингскота[11];
- Гарриет Бланш (18 августа 1811 — 25 мая 1885), жена Рэндольфа Стюарта, 9-го графа Галлоуэя[11];
- Мэри Октавия (16 июля 1814 — 7 сентября 1906), жена сэра Уолтера Фаркуара, 3-го баронета[11].